# Chilabothrus striatus
La boa de La Española o boa Dominicana (Chilabothrus striatus) es una boa endémica de la isla de La Española. Pertenece al género Chilabothrus de la subfamilia Boinae. Los registros de esta especie de las Bahamas (Henderson y Powell 2009) representan la antigua subespecie Chilabothrus striatus strigilatus, elevada a estado específico por Reynolds et al. (2013) y que se evaluarán por separado.

## Subespecies
Se reconocen tres subespecies, incluida la subespecie nominotípica:
- Chilabothrus striatus striatus (J.G. Fischer, 1856) – Boa de montaña Dominicana
- Chilabothrus striatus exagistus (Sheplan & Schwartz, 1974) – Boa de la península del Tiburón
- Chilabothrus striatus warreni (Sheplan & Schwartz, 1974) – Boa de la Isla Tortuga

El nombre subespecífico, warreni, es en honor a C. Rhea Warren, quien recolectó especímenes herpetológicos en la Isla Tortuga.

## Información de evaluación
Esta especie figura en la lista de Preocupación menor debido a su gran extensión de presencia, la tendencia de la población parece ser estable, la especie habita en diferentes hábitats, incluidas las situaciones perturbadas, y ocurre en muchas áreas protegidas. La población es estable.

## Distribución geográfica
Esta especie se encuentra en La Española y en varias islas satélite. Se encuentra desde el nivel del mar hasta 1220 m s. n. m. Un espécimen recogido de la isla de Vieques, Puerto Rico, se descubrió que pertenecía a un linaje mitocondrial de la Española. Es casi seguro que este animal representa la dispersión mediada por el hombre posiblemente vinculada al comercio de mascotas, y se desconoce si hay una población establecida en esta isla.

## Hábitat
Esta especie se encuentra principalmente en hábitats mesicos, pero también ocurre en situaciones xéricas. Se ha encontrado en pinares, bosques secos, pantanos, matorrales, tierras de cultivo y plantaciones de cacao y café. Tiene un cambio ontogenético en la dieta, ya que los individuos pequeños comen lagartijas y los más grandes se alimentan de pájaros y roedores. Tiene reproducción vivípara.

## Amenazas y conservación
No se conocen amenazas importantes para la especie. La especie se encuentra regularmente en el comercio internacional de mascotas. Si bien los especímenes generalmente se comercializan como criados en cautividad o «criados», es probable que los animales en el comercio incluyan especímenes extraídos ilegalmente de la naturaleza.
No se conocen medidas de conservación específicas de especies para esta especie. Se deben realizar más investigaciones sobre su distribución, abundancia y tendencias de población para identificar si alguna amenaza importante está afectando a esta especie. Se encuentra en varias áreas protegidas. Está incluido en el Apéndice II de la CITES.